# Балка Шемраєвська
Балка Шемраєвська, Шамраївська (рос. Б. Шемраевская) — балка (річка) в Україні у Новомиколаївському й Синельниківському районах Запорізької й Дніпропетровської областей. Права притока річки Верхньої Терси (басейн Дніпра).

## Опис
Довжина балки приблизно 6,32 км, найкоротша відстань між витоком і гирлом — 5,77 км, коефіцієнт звивистості річки — 1,10. Формується декількома балками та загатами. На деяких ділянках балка пересихає.

## Розташування
Бере початок у селі Садове. Тече переважно на північний захід понад селом Горлицьке і в селі Веселий Кут впадає в річку Верхню Терсу, ліву притоку Вовчої.

## Цікаві факти
- Від гирла балки на західній стороні на відстані приблизно 1,35 км пролягає автошлях Т 0408[2] (автомобільний шлях територіального значення у Дніпропетровській та Запорізькій областях. Пролягає територією Павлоградського, Васильківського, Новомиколаївського, Оріхівського та Токмацького районів через Павлоград — Васильківку — Новомиколаївку — Оріхів — Токмак. Загальна довжина — 146,2 км).

## Шамраївська
- Словник гідронімів України – К.: Наукова думка, 1979. – С. 617